# Branca (Coruche)
Branca ist eine Gemeinde (Freguesia) im portugiesischen Kreis (Concelho) Coruche. In ihr leben 1302 Einwohner (Stand 19. April 2021).